# Campos Lindos
Campos Lindos est une municipalité brésilienne située dans l'État du Tocantins.